# حسن أباد كلج (بشاريات الغربي)
حسن أباد کلج (بالفارسية: حسن‌آباد کلج) هي قرية تقع في إيران في قسم بشاریات الغربي الریفي. يقدر عدد سكانها بـ 2,090 نسمة .